# História da Beleza
História da Beleza é um livro escrito no ano de 2004 por Umberto Eco, que discorre sobre a história e a representação da beleza nas sociedades desde as antigas até as modernas.